# Михайлівська сільська рада (Бойківський район)
| Михайлівська сільська рада — орган місцевого самоврядування у Бойківському районі Донецької області з адміністративним центром у c. Михайлівка. Сільській раді підпорядковані населені пункти: - c. Михайлівка - с. Греково-Олександрівка - с. Зелений Гай - с. Зорі - с. Новоолександрівка - с. Лавринове - с. Садки - с. Тернівка |

## Склад ради
Рада складається з 16 депутатів та голови.

## Керівний склад сільської ради
| ПІБ                           | Основні відомості                                                         | Дата обрання | Дата звільнення |
| ----------------------------- | ------------------------------------------------------------------------- | ------------ | --------------- |
| Бродяний Олександр Васильович | Сільський голова, 1960 року народження, освіта, безпартійний              | 26.03.2006   | 31.10.2010      |
| Бродяной Олександр Васильович | Сільський голова, 1960 року народження, освіта вища, член Партії регіонів | 31.10.2010   |                 |

Примітка: таблиця складена за даними джерела